# Clermont-Ferrand Challenger 1988
Il Clermont-Ferrand Challenger 1988 è stato un torneo di tennis facente parte della categoria ATP Challenger Series nell'ambito dell'ATP Challenger Series 1988. Il torneo si è giocato a Clermont Ferrand in Francia dal 20 al 26 giugno 1988 su campi in terra rossa.

## Vincitori

### Singolare
Marcelo Filippini ha battuto in finale  Marcelo Ingaramo con il punteggio di 6–2, 7–6

### Doppio
Rill Baxter /  Jörgen Windahl hanno battuto in finale  Jean-Philippe Fleurian /  Andreas Maurer con il punteggio di 7–6, 6–4